# Vårtig påskrislav
Vårtig påskrislav (Stereocaulon condensatum) är en lavart som beskrevs av Hoffm. Vårtig påskrislav ingår i släktet Stereocaulon och familjen Stereocaulaceae.  Arten är reproducerande i Sverige. Inga underarter finns listade i Catalogue of Life.